# 任丘市第一中学
任丘市第一中学，简称任丘一中，是一所位于河北省任丘市的高级中学。

## 历史
任丘一中始建于1951年，是河北省重点高中和首批省级示范性高中。

## 规模
目前有南北两个校区，总占地430亩，建筑面积18万平方米，现有108个教学班，在校生6600名，教职工589人。

## 知名校友
- 刘峰岩：十一届全国政协常委、曾任中共中央纪委副书记。
- 檀润华：十二届全国政协委员，中国民主促进会河北省第八届委员会副主任[1]，河北工业大学副校长[2]。
- 杜旭东：国家一级演员，1968年入学一年。